# ادامو، جیمینا بچاتو
ادامو، جیمینا بچاتو (به لاتین: Adamów, Gmina Bełchatów) یک روستا در لهستان است که در Gmina Bełchatów واقع شده‌است.